# رافاييل سيليستينو بينيتيز
رافاييل سيليستينو بينيتيز (بالإنجليزية: Rafael Celestino Benítez)‏ هو ضابط أمريكي، ولد في 9 مارس 1917 في Juncos, Puerto Rico ‏ في الولايات المتحدة، وتوفي في 6 مارس 1999 في ايستون في الولايات المتحدة.